# Thermes
Thermes (in greco Θέρμες?, in turco: Ilıca, in bulgaro: Ladža, Лъджа) è una ex comunità della Grecia nella periferia della Macedonia orientale e Tracia di 1.221 abitanti secondo i dati del censimento 2001. È abitato da una comunità pomacca.
È stata soppressa a seguito della riforma amministrativa detta Programma Callicrate in vigore dal gennaio 2011 ed è ora compresa nel comune di Myki.

## Geografia
Thermes è formato dai villaggi di Ano Thermes, Thermes (conosciuto anche come Kato Thermes), Meses Thermes, Medousa, Kidaris, Diasparto e Kottani. È situato a 44 km a nord di Xanthi, in una valle dei monti Rodopi, presso il confine con la Bulgaria.

## Storia
Il 15 gennaio 2010 è stato aperto ufficialmente il valico frontaliero di Zlatograd-Thermes.